# Manufatto

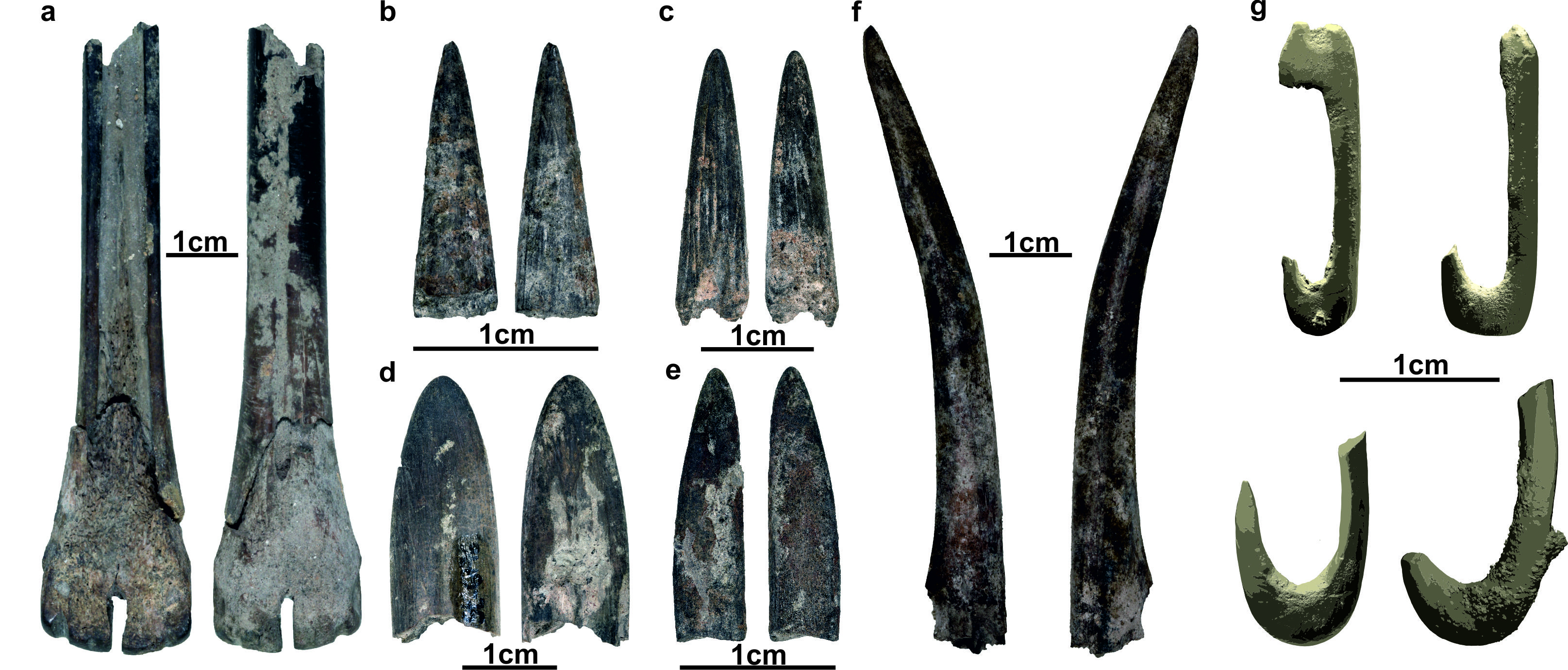
Manufatti in osso, sito archeologico di Lapa do Santo, Brasile

Un manufatto è un oggetto la cui forma è giustificata dalla prestazione cui è destinato ancor prima della sua effettiva realizzazione, cioè materializza l'intenzione preesistente da cui ha tratto origine.
I manufatti presuppongono un progetto, uno scopo e di conseguenza un'intelligenza capace di attività creativa. Dal punto di vista della psicologia cognitiva, i manufatti sono oggetti prima cognitivi, poi realizzati concretamente. Dal punto di vista etnografico e archeologico, un manufatto ancestrale può essere definito come qualsiasi oggetto di materia prima naturale (selce, ossidiana, legno, osso, rame nativo, ecc.) prodotto da persone che seguono uno stile di vita basato sul foraggiamento (ad esempio, caccia, raccolta)  e/o agricoltura di base o pascolo (ad esempio, orticoltura, transumanza). In un martello, ad esempio, è evidente la ragione per la quale esiste una estremità pesante. Una pietra al contrario deve la sua forma a cause naturali, quali terremoti, rotolamenti, frane, onde ecc.
Dal punto di vista evolutivo, l'Homo habilis, ad esempio, possedeva questa capacità solo a livello embrionale: la costruzione di utensili complessi (come asce, falcette e raschiatoi), oltre al possesso della motricità fine, presuppone una capacità immaginativa, ossia un'idea del prodotto che è anteriore alla sua esecuzione. Reperti di questo tipo, trovati in grandi quantità nei siti archeologici, sono riconosciuti come prodotto di un'attività di tipo creativo perché rispetto a tutti gli altri sassi sono il risultato di un'arte. Un grado di intelligenza creativa che, seppur basso, dà un vantaggio competitivo rispetto alle altre specie con cui condivide l'ambiente. L'accrescersi in Homo Erectus e Homo sapiens di abilità cognitive immaginativo/creative porterà alla costruzione di manufatti sempre più complessi.

## Il manufatto e il concetto di innovazione
Manufatto è un oggetto, nella sua accezione più ampia possibile, fisico o non fisico, che presuppone una intenzionalità nell'usare l'oggetto stesso, sia essa individuale o sociale, declinata in “utilizzazioni possibili”, che lo porta a divenire attrezzo, quindi oggetto effettivamente impiegato in attività umane che, nel momento dell'utilizzo stesso, produce un cambiamento delle capacità umane stesse del o degli utilizzatori, e che attraverso l'interazione (finalizzata alla costruzione di un senso comune) porta ad una nuova costruzione, inizialmente contestualizzata e soggettiva, del mondo che ci circonda, costruzione che altrimenti non sarebbe esistita senza il manufatto che, attraverso il processo di mediazione (qui definibile come interazione modificata da un utensile), porta alla costruzione di nuova conoscenza, quindi non più soggettiva e contestualizzata, ma collettivamente condivisa e distribuita, influenzando così la realtà che ci circonda grazie all'innovazione apportata. Il termine manufatto è spesso usato impropriamente da professionisti dell'edilizia e dal personale per indicare genericamente qualsiasi prodotto o articolo senza prendere in considerazione le definizioni che precedono.

## Caratteristiche dei manufatti
Le caratteristiche fisiche che distinguono i manufatti dagli oggetti naturali sono regolarità e ripetitività:
- la regolarità è l'insieme di proprietà possedute dagli oggetti artificiali, quali la simmetria perfetta e la forma ricca di figure geometriche semplici (superfici piane, spigoli rettilinei, angoli retti). Dal punto di vista cognitivo queste caratteristiche assumono un significato preciso e possono essere riferite a certi tipi di organizzazione percettiva, come i criteri di raggruppamento secondo fattori di prossimità, somiglianza, continuità, simmetria;
- la ripetitività è la caratteristica più importante, intesa come riproduzione di oggetti che mostrano le intenzioni sempre uguali del loro creatore. Psicologicamente, questa proprietà dei manufatti potrebbe essere ancor meglio definita come "ridondanza". Una ciotola può avere differenti misure, essere costruita con molti materiali, ma alcuni elementi sono sempre presenti e si rifanno al prototipo che ne identifica la specie.

I criteri definiti, inquadrati all'interno delle concezioni psicologiche del funzionamento mentale, aiutano a comprendere come si formano i programmi motori destinati ad utilizzare i manufatti di una stessa specie, quand'anche si presentino con fogge differenti come le penne o le caffettiere o come sia possibile riconoscere gli oggetti da particolari prospettive o in contesti inusuali.
Il concetto di riconoscimento e/o l'usabilità di un manufatto può essere ulteriormente affinato col termine inglese affordance che indica le proprietà reali o percepite che le cose possiedono o sembrano possedere.